# Podolie
Podolie je obec v západním Slovensku v okrese Nové Mesto nad Váhom. Žije v něm přibližně 1 900 obyvatel.

## Historie
První písemná zmínka o vesnici je z roku 1332. V roce 1957 byla k obci Podolie přičleněna obec Korytné.

## Přírodní poměry
Obec leží na úpatí Malých Karpat, asi devět kilometrů jižně od Nového Města nad Váhom. Východně od vesnice protéká potok Dubová, jehož tok je chráněn jako přírodní památka Brehové porasty Dubovej.

## Pamětihodnosti
Ve vesnici stojí katolický kostel svatého Jiří postavený roku 1758.